# Amnesia (canção de Anahí)
"Amnesia" é uma canção da cantora e compositora mexicana Anahí, lançada em 27 de maio de 2016 pela gravadora Universal como quarto e último single de seu sexto álbum de estúdio, Inesperado (2016).
Sua letra foi escrita por Claudia Brant e Noel Schajris, e teve a sua produção musical feita pelo colombiano Andres Torres.

## Antecedentes
Em 2010, a Anahí escreveu a canção inédita "Alérgico", ao lado de Ana Mónica Vélez Solano e Noel Schajris. Essa canção fez parte do álbum Mi Delirio (2010) da cantora, se tornando um dos principais sucessos do disco.
Em 2012, a interprete informou através de sua página pessoal oficial no Twitter que estava escrevendo uma nova canção que o título começava com a letra "A", junto Schajris, mas dessa vez em colaboração com Claudia Brant. Em fevereiro de 2013, foi lançada "Absurda", que inicialmente seria o primeiro single do próximo e sexto álbum de estúdio da cantora. Porém, com o seu afastamento da carreira artística, a divulgação do single foi cancelada.
Em 2016, após a revelação da notícia do lançamento oficial do seu sexto álbum de estúdio, intitulado de Inesperado, a cantora confirmou que iria completar a sua trilogia de músicas com título com a inicial de letra "A". No entanto, dessa vez, foi revelado que a letra do tema teve como compositores apenas por Claudia Brant e Noel Schajris.

## Apresentações ao vivo
A primeira apresentação ao vivo da canção foi durante os Prêmios Juventud 2016, que aconteceu no dia 14 de julho de 2016, na cidade de Miami. Em um cenário inspirado nos anos 20, Anahí usou um vestido curto de cor-prata e com franjas, usando um microfone da década de 1950. Ela usou uma tiara de cristais e os seus cabelos foram moldados para cachos.
Em 12 de setembro de 2016, foi revelado que Anahí já sabia e estava grávida do seu primeiro filho com Manuel Velasco Coello durante a mesma apresentação, mas optou por manter segredo absoluto da notícia, especialmente por questões de contrato fechado e assinado; vindo apenas a revelar a informação com exclusividade para a revista Caras México, do qual foi capa de setembro de 2016, fez uma sessão de fotos inéditas e ainda deu uma entrevista inédita.

## Vídeo musical

### Produção
O vídeo musical oficial da canção foi gravado em 18 de maio de 2016 na cidade de Los Angeles na Califórnia. A primeira imagem da gravação foi divulgada pela própria cantora, que mostra ela encostada em uma porta usando uma calça legging e um top cropped. Um dia antes do lançamento do clipe, em 15 de junho, foi divulgada uma prévia no programa mexicano Primer Impacto da Univision.
O vídeo foi dirigido por Pablo Croce, com quem a cantora já tinha trabalhado no vídeo do segundo single do álbum, intitulado de "Boom Cha".

### Sinopse
O vídeo começa com a cantora dançando balé contemporâneo dentro de um enorme galpão vazio, com um piano no centro do local. Enquanto a cantora dança no galpão, cenas dela em um camarim mesclam com a do galpão e observando em um terraço a vista da cidade de Los Angeles.

## Desempenho
| País           | Chart          | Lista                | Melhor posição |
| 2016           | 2016           | 2016                 | 2016           |
| -------------- | -------------- | -------------------- | -------------- |
| México         | Monitor Latino | Top Pop - Tocadas    | 6              |
| México         | Monitor Latino | Top Pop - Audiência  | 14             |
| México         | Monitor Latino | Hot Song Pop General | 3              |
| Estados Unidos | Billboard      | Spotify 50           | 18             |
| Estados Unidos | Billboard      | Twitter Top Tracks   | 23             |

## Histórico de lançamento
| País  | Data               | Formato                              |
| ----- | ------------------ | ------------------------------------ |
| Mundo | 27 de maio de 2016 | Rádio / Download digital / Streaming |